# Skyttegraven
Skyttegraven (originaltitel: The Trench) är en brittisk krigsfilm från 1999 i regi av William Boyd. Den utspelar sig under första världskriget.

## Medverkande
- Paul Nicholls – Pte. Billy Macfarlane
- Daniel Craig – Sgt. Telford Winter
- Julian Rhind-Tutt – 2Lt. Ellis Harte
- Danny Dyer – LCpl. Victor Dell
- James D'Arcy – Pte. Colin Daventry
- Tam Williams – Pte. Eddie Macfarlane
- Anthony Strachan – Pte. Horace Beckwith
- Michael Moreland – Pte. George Hogg
- Adrian Lukis – Lt. Col. Villiers
- Ciarán McMenamin – Pte. Charlie Ambrose
- Cillian Murphy – Pte. Rag Rookwood
- John Higgins – Pte. Cornwallis
- Ben Whishaw – Pte. James Deamis
- Tim Murphy – Pte. Bone
- Danny Nutt – Pte. Dieter Zimmermann